# Аудиокнига
Аудиокни́га (от лат. audio «слушать») — озвученное литературное произведение, записанное на любой звуковой носитель.
Звуковыми носителями могут быть грампластинки, CD-диски, компакт-кассеты, жёсткие диски или аудиофайлы из интернета.
Аудиокниги могут быть как развлекательными, так и просветительскими, образовательными. Сюда относятся аудиолитература для инвалидов, слепых и людей с нарушенным зрением, начитанные сказки для детей младшего возраста, аудиокурсы иностранных языков, аудиопособия по самосовершенствованию, аудиопутеводители. Однако записи различных радиопередач — это всё-таки спектакли, постановки, разыгранные на голоса, а не аудиокниги.
Производством аудиокниг занимаются специализированные издательства, библиотеки для слепых, некоммерческие общественные организации и отдельные лица.
Во многих странах (США, Германия, Великобритания, скандинавские страны, Россия) аудиокниги в последние годы завоевывают всё более широкую публику. В США, например, по опросам 2007 года число слушателей аудиокниг достигало 26 % населения.

## Общие сведения
Термин «аудиокнига» вошёл в употребление в 1970-х, когда записи начали производиться на аудиокассетах. Как отраслевой стандарт этот термин утвердила Audio Publishers Association в 1994 году.
Наибольшую популярность в России имеют аудиоверсии классических произведений. В одном из интервью Борис Акунин признаётся: «Чтобы создать что-то своё, надо переработать громадное количество чужого литературного опыта. Опыта качественного, классического. Сейчас я нашёл способ чтения классики. Я её слушаю».
Сегодня большинство бестселлеров сразу издаются как в бумажном, так и в аудиоварианте.
Некоторые издательства аудиокниг предоставляют выбор между женским или мужским голосом, языками, изменения тона, тембра и интонации дикторов.
С появлением цифрового формата DAISY стало возможным просматривать выборочно главы и разделы аудиокниг, и даже фразы или абзацы.

## Достижения
С 1997 года немецкая телерадиокомпания «Гессенское вещание» ежемесячно публикует список лучших аудиокниг, а в конце года выбирает «аудиокнигу года».
Существуют специальные премии для аудиолитературы:
- номинация «Лучшая аудиокнига» в рамках музыкальной премии «Грэмми»[2];
- награда Audie Award[англ.] (иногда называемая аудиокнижным Оскаром)[3];
- премия «Deutscher Hörbuchpreis» за лучшую аудиокнигу предыдущего года от немецкой телерадиокомпании WDR[8].

Эти оценки служат ориентировкой для качества аудиокниг.

## Технологии создания аудиокниг

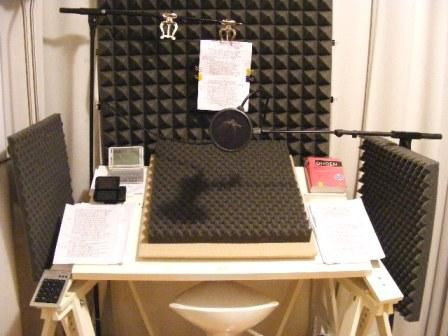
Профессиональная студия для записи аудиокниг.

Различают два способа создания аудиокниг: чтение живым человеком и использование программ синтеза речи.

### Чтение живым человеком
Профессиональные аудиокниги начитываются профессиональным чтецом, с выражением и правильным произношением. Запись производится в профессиональных студиях, снабженных специальным оборудованием для качественной записи речи и фильтрации шумов. При дальнейшей обработке к аудиозаписи могут добавляться аудиоспецэффекты (шум моря, уличный шум, звонок телефона) и музыкальное сопровождение.
Временные затраты на создание таких аудиокниг велики из-за продолжительности чтения, времени для редактирования звука и микширования. Например, на выпуск аудиосериала "Le Signe de l'Ogre" (издательство Novelcast), продолжительностью 11 часов 45 минут, потребовалось 5 недель записи, затем 8 недель монтажа звука и, наконец, 4-х недель микширования.
Любительские аудиокниги записываются энтузиастами-любителями на домашнем оборудовании. Качество таких аудиокниг сильно варьирует от крайне низкого (вследствие отсутствия у чтеца актёрской подготовки, некачественной аппаратуры для записи) до высокого, не уступающего профессиональным студийным записям. Такие аудиокниги распространяются преимущественно бесплатно.
Примерами таких аудиокниг могут служить проекты LibriVox, «Аудиокнига своими руками». На сайте YouTube также выкладываются подобные аудиокниги.

### Использование синтезатора речи
Технологии преобразования электронного текста в звук (Text-To-Speech) также используются для создания аудиокниг. И хотя качество такой продукции ниже, скорость создания ее очень высока, и можно создавать аудиокниги самому при помощи соответствующего программного обеспечения (например, программы «Балаболка» и одного или нескольких голосовых движков), а не ждать озвучивания живым чтецом. Некоторые современные электронные книги могут преобразовывать текст в звук, ровно как и приложения для чтения для смартфонов и планшетов имеют режим преобразования текста в голос. 

## Преимущества и недостатки аудиокниг

### Преимущества
- Возможность познакомиться с книгой для людей, имеющих проблемы со зрением и не умеющих читать (например, дошкольников).
- Более эффективное использование времени: можно слушать стоя в очереди, при занятиях спортом, при поездках в городском транспорте, при езде на велосипеде, занимаясь домашними делами, при выполнении сельхозработ на даче, при выгуливании собаки и т. д.[10][11]
- Нет нагрузки на зрение.
- Слуховые зоны мозга имеют другие ассоциативные связи, что позволяет по-новому осмысливать прослушиваемую информацию. Хорошо сделанная аудиокнига даёт больше эстетического удовольствия, чем её бумажная версия: приятный голос, шум воды, шорохи, звуки шагов, музыка.
- Низкая стоимость аудиокниг.
- Компактность и портативность: аудиозаписи занимают мало места, для их хранения не требуются шкафы.
- Есть люди-аудиалы, усваивающие информацию лучше через слух[12].
- Ещё одна возможность рыночного продвижения «бумажной» версии книги[2].
- Экологичность — не расходуется древесина.
- Быстрота издания по сравнению с бумажными версиями.
- Люди, изучающие иностранные языки, могут слушать тексты на этих языках.
- Возможность включения в аудиокниги специально подобранных фоновых внушений: на улучшение памяти, укрепление здоровья и т. д. Продолжительная монотонная работа (ходьба, бег) способствует изменению состояния сознания, и подобные внушения могут быть эффективны[13].
- Слушать информацию эффективней, чем читать: произнесенное слово мозг воспринимает быстрее, чем напечатанное, и хранит его дольше.[14].

### Недостатки
- Прослушивание аудиокниги требует внимания, поэтому оно не совместимо с действиями, требующими высокой концентрации: вождение автомобиля, математические расчеты, заполнение документов. Трудно сосредоточиться на прослушивании аудиокниг в общественных местах.
- Плохая начитка убивает всё удовольствие. Может возникнуть неприязнь к голосу чтеца, или начитавший аудиокнигу навязывает своё восприятие книги.
- Не все люди хорошо усваивают информацию через слух. В результате эксперимента, проведённого в одной из школ, было установлено, что при прослушивании аудиокниги не все учащиеся могут запомнить имена второстепенных персонажей и восстановить временную последовательность событий, хотя, читая «бумажные» тексты, с лёгкостью проделывали это и с более сложными по нарративной структуре произведениями[15].
- Снижается грамотность населения, так как ребёнок, по большей части, учится грамотно писать посредством визуального контакта с текстом, который отсутствует при прослушивании аудиокниг[16].
- Невозможно использовать изображения, таблицы, диаграммы.
- Скорость выпуска меньше, чем подготовка электронной книги.
- Скорость произношения аудиокниги ниже, чем скорость чтения глазами.
- В аудиоспектаклях  зачастую сокращают текст оригинального произведения, оставляя лишь ключевые сцены и диалоги. Это знакомит с произведением лишь в общих чертах, что нравится далеко не всем слушателям[3][17].

## История создания и развития аудиокниг

### Предыстория (конец XVIII — начало XIX века)
1877 — Презентация фонографа Томасом Эдисоном. В рекомендациях по применению фонографа было и создание аудиокниг для слабовидящих людей.
Первые звуковые записи на цилиндрах были продолжительностью около 4 минут. С появление грампластинок продолжительность увеличилась до 12 минут, но запись аудиокниг всё ещё не была целесообразна.

### Записи на пластинках (начало 19-го века — 1970-е годы)
- 1931 — Конгресс США поручил своей библиотеке программу по созданию «говорящих» книг для слабовидящих[3].
- 1920-е — распространение радиопостановок. До появления магнитной записи радиоспектакли разыгрывались непосредственно в эфире.[19]
- 1932 — американский Фонд слепых выпускает первые «говорящие книги» (грампластинки), распространяет их бесплатно.
- 1948 — организована запись «говорящих» книг для военнослужащих, потерявших зрение во время Второй мировой войны членами Нью-Йоркской публичной библиотеки.
- Начало 1950-х — в Англии компания Clarke & Smith выпускает аппарат «Говорящая книга»[20] — специализированный 24-дорожечный магнитофон.
- 1952 — американская компания Caedmon Records выпускает первую коммерческую аудиокнигу на долгоиграющей грампластинке с подборкой стихотворений, прочитанных автором Диланом Томасом, и детской сказкой «Детское Рождество в Уэльсе».
- 1955 — создана американская компания Listening Library (ныне Random House) по распространению детских аудиокниг для школ, библиотек и подобных специализированных рынков. В ФРГ основана Западногерманская библиотека аудиокниг для слепых[нем.].
- 1961 — под эгидой Всесоюзного общества слепых (ВОС) начинается работа по созданию аудиокниг в СССР[3]. В настоящий момент Общество располагает 9000 аудиокниг, доступных только его членам.

Некоторые журналы стали выпускаться с приложениями в виде гибких грампластинок: «Flexipop» в Англии, «Кругозор» и «Колобок» в СССР.

### Записи на аудиокассетах (1970-е — 1990-е)

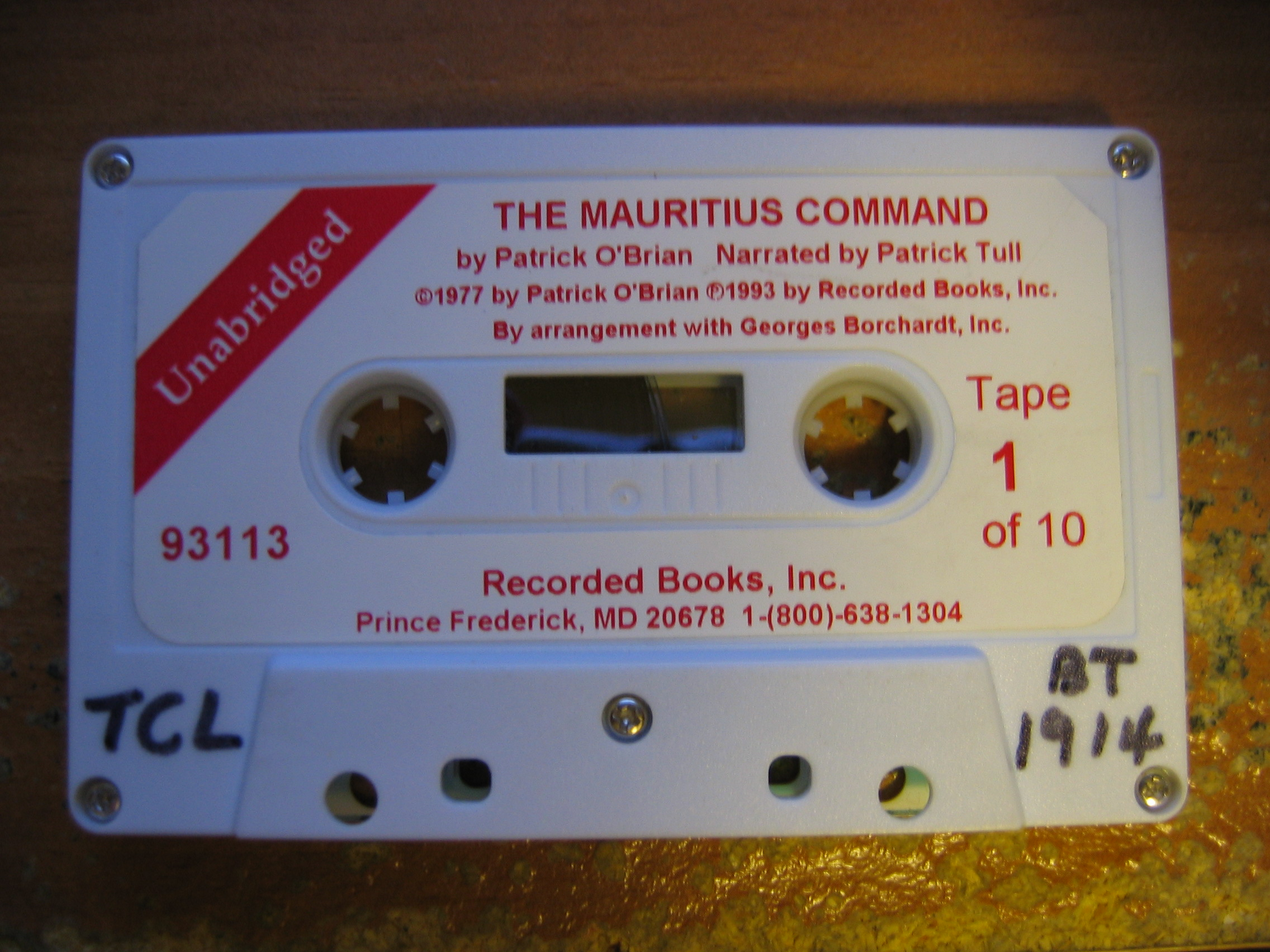
Компакт-кассета с аудиокнигой

В начале 1970-х на рынке появились аудиокассеты и некоторые библиотеки стали распространять записанные на них аудиокниги. Дальнейшее усовершенствование технологий (дешевых портативных плееров, магнитол в автомобилях) привело к возникновению коммерческого рынка аудиокниг.
- 1969 — на Вильнюсском электротехническом заводе «Эльфа» начинается выпуск тифломагнитофона «Дайна». По заказу ВОС в нём предусмотрена скорость ленты 2,38 см/с для прослушивания «говорящих книг»[22].
- 1969 — в США начат выпуск аудиокниг для слепых на магнитофонных кассетах специального формата, и плееров для них.
- 1975 — в автомобилях появляются магнитолы.
- 1979 — американская компания «Recorded Books[англ.]» впервые привлекает к записи аудиокниг профессиональных актёров.
- 1984 — американским издательством Brilliance Audio изобретен метод записи на кассете в два раза больше[21]. Появились аудиокниги в стерео-записи.
- Середина 1980-х годов — западные издатели начинают покупать права не только на печатную публикацию, но и на аудиоверсию книги. Это становится повсеместной практикой: сегодня при многих крупных издательствах существует отдел аудиозаписи.

В течение 1986 года в США прослушивание аудиокниг на магнитофонных кассетах становится всё более распространенным явлением (ассортимент выпускаемых аудиокниг в это время расширяется, они включают произведения классической художественной литературы, научную, научно-популярную и техническую литературу). В мае 1886 года была организована профессиональная Ассоциация аудиоиздателей.
- 1996 — в США введена специальная премия Audie Award, которая считается аналогом «Оскара» для производителей аудиокниг.

### Цифровая запись (1990-е — н.в.)
Появление Интернета, новых сжатых аудиоформатов и портативных медиа-плееров способствовало дальнейшей популяризации аудиокниг. Наблюдается устойчивое увеличение аудиокниг в цифровом формате по сравнению с компакт-дисками.
- 1996 — создана Assistive Media[англ.] — некоммерческая организация для распространения аудиозаписей через Интернет.
- 2005 — создан сайт LibriVox — некоммерческий проект по созданию аудиокниг, начало создания свободных библиотек аудиокниг. К концу 2012 года сайт LibriVox насчитывал более 6 млн аудиокниг.
- 2006 — оборот мирового рынка аудиокниг составляет 800—850 млн долл. (по данным агентства «Piper Jaffray»). Оборот российского рынка аудиокниг оценивается в 7—8 млн долл. (по данным российского издательства «Ардис»).
- 2014 — в Калифорнии открыт институт по вокальному искусству и технологиям производства аудиокниг (The Deyan Institute of Voice Artistry and Technology).